# زندگی آن‌طور که می‌شناسیمش
زندگی آنطور که میشناسیمش (به انگلیسی: Life as We Know It) فیلمی کمدی - درام به کارگردانی گرگ برلانتی محصول سال ۲۰۱۰ آمریکا است که از بازیگران اصلی آن می‌توان به کاترین هیگل، جاش دوهامل، جاش لوکاس، کریستینا هندریکس و جین اسمارت اشاره کرد.

## خلاصه داستان
داستان فیلم از این قرار است که هولی برنسون (کاترین هیگل) یک شیرینی پز موفق است و اریک مسر (جاش دوهامل) یک گزارشگر ورزشی موفق. وجه مشترک آن‌ها دوستی با زوج جوانی به نام آلیسون وپیتر است. هولی دوست آلیسون و اریک دوست پیتر است. در اثر یک تصادف آلیسون و پیتر کشته می‌شوند و در وصیت خود دوستانشان یعنی هولی و اریک را به عنوان وارث خود و همچنین کسانی که باید از صوفی فرزند یک ساله‌شان مراقبت کنند معرفی می‌کنند.
در ابتدا هولی برنسون و اریک مسر سعی می‌کنند از زیر این مسئولیت شانه خالی کنند ولی پس از اینکه می‌بینند در میان بستگان صوفی هیچ فرد مناسبی برای نگهداری از او نیست و همچنین به خاطر علاقه‌شان به آلیسون و پیتر تصمیم می‌گیرند از صوفی مراقبت کنند ولی نگهداری از صوفی کار آسانی نیست و در ضمن آن‌ها باید در یک خانه که همان خانه آلیسون و پیتر است زندگی کنند.
هولی و اریک اختلاف سلیقه زیادی با هم دارند و چند بار کارشان به دعوا می‌کشد ولی به خاطر صوفی مجبورند با هم همکاری کنند از طرفی هولی، سام (جاش لوکاس) که پزشک کودکان است واتفاقا پزشک صوفی است را دوست دارد و می‌خواهد با او ازدواج کند اما در نهایت زندگی مشترک او با اریک مسر باعث می‌شود که هولی و اریک از هم خوششان بیاید و تصمیم به ازدواج با هم بگیرند.